# Арганд, Франсуа-Пьер-Амедей
Франсуа-Пьер-Амедей Арганд (фр. François-Pierre-Amédée Argand, читается Арган, также Эме́ Арганд, или Ами Арганд (сокращение-прозвище); 1750—1803) — выдающийся швейцарский физик и химик, конструктор, изобретатель XIX века. Наиболее известное его изобретение — оригинальный масляный светильник «Аргандова лампа» с большей яркостью по сравнению с масляными лампами того времени.

## Биография
Франсуа-Пьер-Амедей Арганд родился 5 июля 1750 года в городе Женеве в Швейцарии в протестантской семье среднего достатка. Он стал девятым ребёнком из десяти детей местного мастера часовых дел Жана-Луи Арганда. Сперва он учился в Женеве, на факультете литературы. Позднее, учась на кафедре философии, под влиянием выдающегося натуралиста эпохи, Ораса Бенедикта де Соссюра, решил посвятить себя изучению тайн физики и химии. По совету последнего, в 1775 году Франсуа-Пьер-Амедей Арганд продолжил учёбу в столице Франции городе Париже под руководством Антуана Лорана Лавуазье и Антуана де Фуркруа.
В 1780 году Ами Арганд переехал в коммуну Мёз в провинции Лангедок во Франции. По заказу короля Людовика XVI за 100 000 франков он построил огромную винную фабрику, которая с момента завершения (к урожаю 1789 года) на протяжении 30 лет оставалась крупнейшей во Франции. Там на винной фабрике Арганд разработал улучшенный метод перегонки, и в результате внедрения этого изобретения в течение следующих трёх лет заработал немалое состояние. После этого, в 1783 году, Ами Арганд вернулся в родной город.
Около 1782 года он разработал оригинальный масляный светильник (горелку) с фитилём в виде полой трубки и двойной конвекции, которые получили название по имени изобретателя — «Аргандова лампа». Этот осветительный прибор давал в 10-12 раз больше света, чем обычная свечка, и в несколько раз больше, чем лампы с традиционными (полными) фитилями, поскольку достигалось полное сгорание горючих газов и паров осветительного материала. В том же году в столице Британской империи городе Лондоне было налажено производство аргандовых ламп.
В 1783 году вместе с братьями Монгольфье (Жозефом-Мишелем и Жаком-Этьенном) ставил революционные эксперименты с воздушными шарами, наполненными горячим воздухом. 19 сентября 1783 года в Версале (под Парижем) в присутствии короля Людовика XVI во дворе его замка в час дня воздушный шар взмыл в воздух, унося в своей корзине первых воздушных путешественников, которыми были баран, петух и утка. Шар пролетел 4 километра за 10 минут. Для его наполнения потребовалось 2 пуда (32 кг) соломы и 5 фунтов (2,3 кг) шерсти. Оболочка шара была сделана из холста, в верхней части изнутри оклеена бумагой и усилена верёвочной лентой. Используемую для этой цели бумагу изготовил Арганд, и он же позднее стал автором идеи наполнения баллонов газом легче воздуха (водородом).
После летних экспериментов в Лионе, в сентябре того же 1783 года по приглашению другого женевского физика, Жана-Андре Делюка, Арганд приезжает в Лондон прочесть королевской семье в Виндзоре лекцию о воздушных шарах с тёплым газом.
После этого Ами Арганд внес ряд усовершенствований в процесс чесания и прядения хлопка.
В 1786 году он обосновался в городе Версуа и в зданиях фермы Люллен, граничащей с Швейцарской улицей и переулком, носящим сегодня его имя, основал свою фабрику под названием «Его королевского величества поставщик, фабрика ламп Арганда» (фр. «Fabrique royale privilégiée de lampes dites à l'Argand»), к которой присоединил винокуренный завод и фабрику эмалированных изделий из листового металла.
Ами Арганд и Жозеф-Мишель Монгольфье изобрели в 1796 году энергонезависимый автоматический гидротаранный насос, над которым в то же время работал шотландский инженер Джеймс Уатт. В следующем году Монгольфье получил патент.
Ами Арганд скончался 14 октября 1803 года в Лондоне.

## Факты
- Сохранился первый дом, в котором Ами Арганд жил в коммуне Версуа в кантоне Женева: № 103 по Швейцарской улице (фр. route de Suisse). «Старый дом» (фр. la Vieille Maison) — одна из самых старых построек в городе Версуа.
- В городе Версуа есть переулок Ами Арганда длиной 553 м[6].
- Месье Шарль Ферье, брат Жан-Пьера Ферье, автора «Истории Версуа», собрал коллекцию вещей, сработанных Ами Аргандом, и изображений, созданных в его мастерских. Это постоянно действующая выставка[6] в городе Версуа.
- Ами Арганду пришлось отстаивать права на свои изобретения. Так, фармацевт Кенке́ (фр. Quinquet) поставлял лампы в Париж, и в Париже эти лампы быстро прозвали «лампами кенке́», или именем нарицательным «кенке́» (ср. тремпель), хотя фармацевт не имел прав на изобретение[6]. Этой смене имён изобретения посвящены стихи, приуроченные к премьере пьесы «Женитьба Фигаро» в театре Одеон[2]:

Оригинальный текст (фр.)«Voyez-vous cette lampe où, munie d’un cristal
Brille un cercle de fer qui anime l’air vital?
Tranquille avec éclat, ardente sans fumée
Argand la mit au jour et Quinquet l’a nommée».

- Стефани́-Фелисите́ дю Крест, графиня Жанли́с, в своём «Критическом и систематическом словаре придворного этикета» (1818 г.)[7] ставит в укор лампам Арганда ослабление зрения молодого поколения[2]:

С той поры, как лампы вошли в моду, молодое поколение обзавелось очками; ясно видят только старики, сохранившие верность привычке читать и писать при свече, свидетельнице былых времен.
Оригинальный текст (фр.)Depuis que les lampes sont à la mode, ce sont les jeunes gens qui portent des lunettes, et l’on ne voit plus de bons yeux que parmi les vieillards qui ont conservé l’habitude de lire et écrire avec une bougie voilée d’un garde-vue.
— С.-Ф. Жанлис. «Критический и систематический словарь придворного этикета»